# علی سرافراز یزدی
علی سرافراز یزدی (زادهٔ ۱۳۲۹ در مشهد - درگذشته ۱ آبان ۱۳۹۶ در مشهد) نمایندهٔ حوزهٔ انتخابیهٔ مشهد و کلات در دورهٔ هفتم مجلس شورای اسلامی بوده‌است.

## زندگی‌نامه
وی در سال ۱۳۲۹ در مشهد به دنیا آمد. دوره ابتدایی و متوسطه را در مشهد به اتمام رساند و پس از کسب مدرک لیسانس شیمی از دانشگاه فردوسی، در سال ۱۳۵۴ برای ادامه تحصیل در دانشگاه بیرمنگام راهی انگلستان شد و در سال ۱۳۵۹ با کسب مدرک دکتری شیمی به ایران بازگشته و ریاست دانشگاه ارومیه را عهده‌دار شد.
وی که از سال ۱۳۷۴ به عنوان دانشیار در دانشگاه فردوسی مشهد به تدریس مشغول شده بود، چند سال به عنوان رئیس دانشکده علوم و معاون آموزشی این دانشگاه خدمت کرد و از سال ۱۳۷۵ تا ۱۳۷۷ ریاست این دانشگاه را برعهده گرفت.
در چند نوبت که برای گذراندن فرصت‌های مطالعاتی به آمریکا سفر کرده بود وی همچنین در سال ۱۳۸۳ به عنوان نماینده مردم مشهد و کلات به مجلس شورای اسلامی راه یافت.
روشهای میکرو استخراج و کروماتوگرافی گاز و مایع در شیمی تجزیه عنوان ۲ کتاب علمی است که در رشته شیمی توسط وی تألیف شده‌است.